# Argiope pulchelloides
Argiope pulchelloides là một loài nhện trong họ Araneidae.
Loài này thuộc chi Argiope. Argiope pulchelloides được miêu tả năm 1989 bởi Chang-Min Yin et al..